# Netvořice
Netvořice jsou městys v severozápadní části okresu Benešov ve Středočeském kraji. Žije zde přibližně 1 200 obyvatel. Součástí městyse jsou i vesnice Dunávice, Lhota, Maskovice, Radějovice, Tuchyně a Všetice.

## Poloha
Netvořice se rozkládají na území 1788 ha v kotlině Netvořické vrchoviny, náležející do Středočeské pahorkatiny. Nadmořská výška obce je 358 m, což znamená, že se z hlediska reliéfu krajiny jedná o plochou vrchovinu. Celý okres spadá do mírně teplé oblasti, srážky se pohybují mezi 600 až 650 mm.
Ve vzdálenosti 13 km východně leží Benešov, 18 km jižně Sedlčany, 23 km severovýchodně Říčany a 25 km západně Dobříš.

## Historie
Za druhé světové války se městys stal součástí vojenského cvičiště Zbraní SS Benešov. Na jaře 1942 byla v Netvořicích zřízena pobočka přesídlovací kanceláře a fungovala zde až do 1. dubna 1943, kdy se obyvatelé Netvořic museli v rámci II. etapy vysídlení vystěhovat.
Od 10. října 2006 byl obci vrácen status městyse.

### Územněsprávní začlenění
Dějiny územněsprávního začleňování zahrnují období od roku 1850 do současnosti. V chronologickém přehledu je uvedena územně administrativní příslušnost obce v roce, kdy ke změně došlo:
- 1850 země česká, kraj České Budějovice, politický okres Benešov, soudní okres Neveklov[6]
- 1855 země česká, kraj Tábor, soudní okres Neveklov
- 1868 země česká, politický okres Benešov, soudní okres Neveklov
- 1939 země česká, Oberlandrat Tábor, politický okres Benešov, soudní okres Neveklov[7]
- 1942 země česká, Oberlandrat Praha, politický okres Benešov, soudní okres Neveklov[8]
- 1945 země česká, správní okres Benešov, soudní okres Neveklov[9]
- 1949 Pražský kraj, okres Benešov[10]
- 1960 Středočeský kraj, okres Benešov
- 2003 Středočeský kraj, okres Benešov, obec s rozšířenou působností Benešov

### Rok 1932
V městysi Netvořice (771 obyvatel, poštovní úřad, telefonní úřad, telegrafní úřad, četnická stanice, katol. kostel, městské muzeum) byly v roce 1932 evidovány tyto živnosti a obchody: lékař, 2 autodopravci, 2 cihelny, cukrář, drogerie, hodinář, 2 holiči, 3 hostince, 2 koláři, 2 kováři, 3 krejčí, továrna na kůže, 2 mlýny, obchod s obuví Baťa, 4 obuvníci, 2 pekaři, pohřební ústav, 3 řezníci, sklenář, 5 obchodů se smíšeným zbožím, Spořitelní a záložní spolek školní obce Netvořice, Okresní hospodářská záložna v Neveklově, stavební a bytové družstvo, stavitel, obchod se stroji, 2 švadleny, 3 trafiky, truhlář, zámečník.

## Vodstvo
Hydrograficky se Netvořice nacházejí v trojúhelníku mezi dolním tokem Sázavy před jejím soutokem s Vltavou, tekoucí na západ od nich. Leží tedy v povodí Vltavy a v úmoří Severního moře. Netvořicemi protéká Brejlovský potok, pramenící na svazích nad Tuchyní vlévající se do Sázavy ústí u Brejlova (část Lešan), po nichž převzal svůj název. Místně je také nazýván Netvořický potok.
Z vodních nádrží je největší rybník na západním okraji obce, zvaný Blábolák[zdroj?], a víceúčelová nádrž na toku Brejlovského potoka, před jeho vtokem do Netvořic v místech zvaných Dobrohošť.

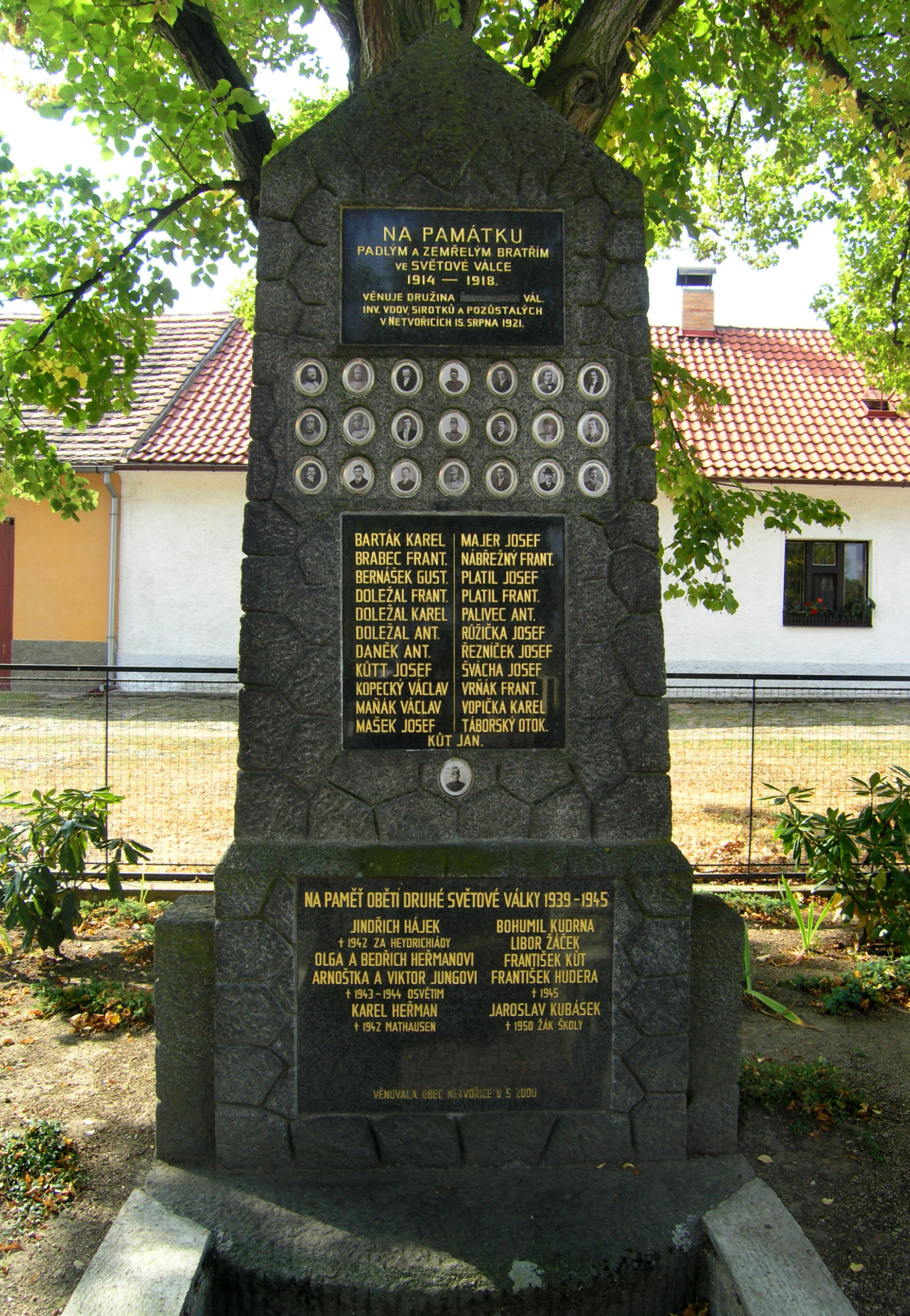
Památník obětem obou světových válek

## Kultura a sport
Každoročně se koná v polovině srpna pouť (jarmark), která je od roku 2007 oficiálně organizovaná.
Tradiční pochod na Medník je organizován vždy v březnu.

## Doprava
Dopravní síť
- Pozemní komunikace – Okolo městyse vede silnice II/105 Jesenice - Jílové u Prahy - Netvořice - Neveklov - Sedlčany.

- Železnice – Železniční trať ani stanice na území městyse nejsou.

Veřejná doprava 2017
- Autobusová doprava – Městysem projížděly autobusové linky do těchto cílů: Benešov(438,453), Jílové u Prahy(332), Neveklov(332,453), Praha(332), Rabyně(485), Štěchovice(438), Týnec nad Sázavou(453,485).

## Turistika
Městysem vedou modře značená turistická trasa Chrášťany – Benice – Netvořice a zeleně značená trasa Jablonná – Lhota – Netvořice – Břežany – Kamenný Přívoz.

## Pamětihodnosti
- Kostel Nanebevzetí Panny Marie

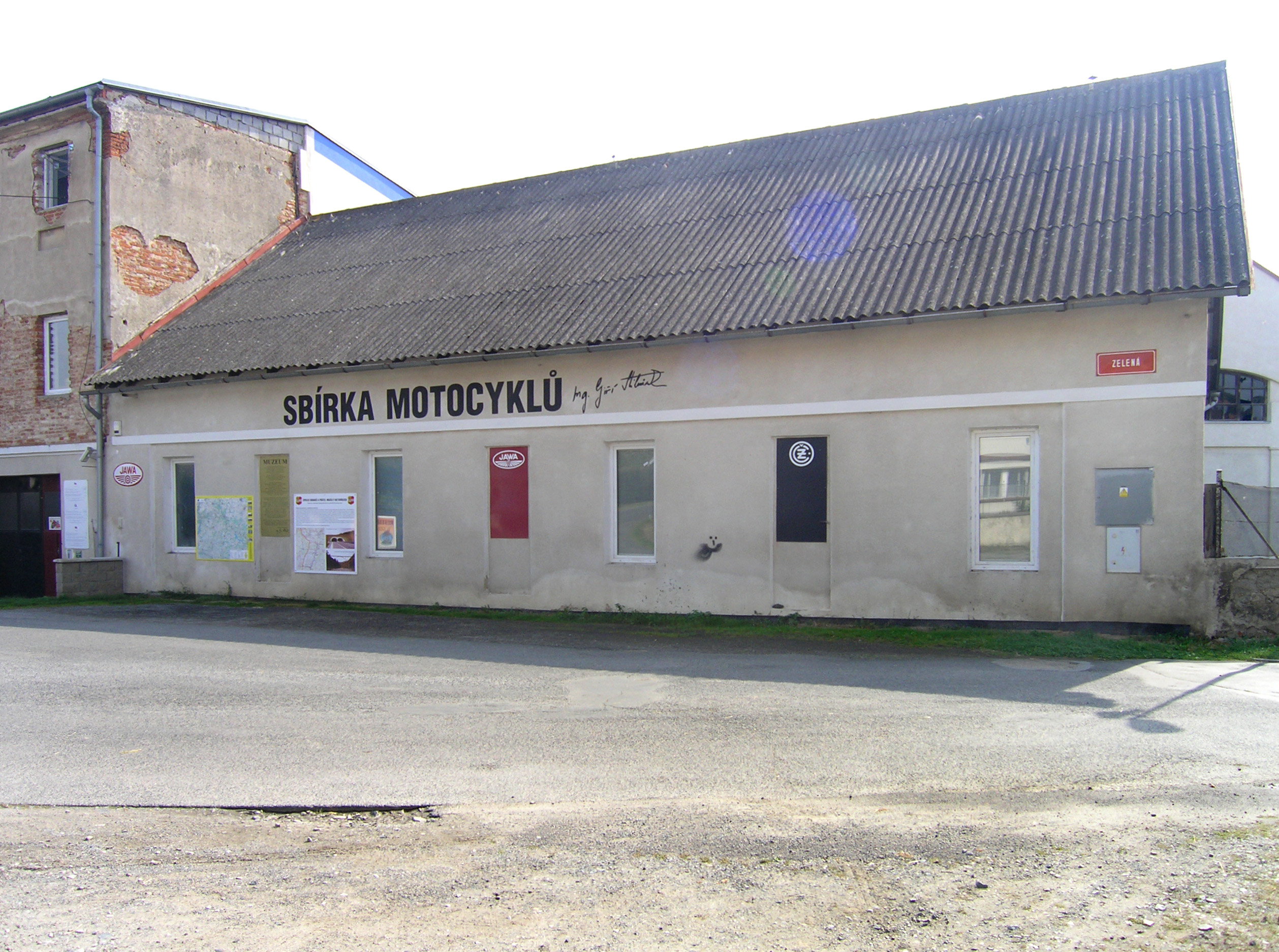
Muzeum motocyklů

- Městské muzeum – bylo založeno v roce 1919 za podpory obce a Spolku rodáků z Netvořic a okolí. Původně sídlilo v domě č. p. 7, v roce 1924 získalo samostatný objekt, v němž sídlí dodnes. Muzeum má sbírku týnecké kameniny, dále sbírku užitého umění a předmětů lidové tvořivosti – mince, medaile, plakety a vyznamenání.
- Fara
- Muzeum motocyklů[14]
- Muzeum smaltu a smaltovaného nádobí[15]

## Osobnosti
- Ludmila Grossmannová Brodská (1859–1935), spisovatelka
- Ignác Vojtěch Lemoch (1802–1875), matematik, rektor Lvovské univerzity v letech 1853–1854

## Další fotografie

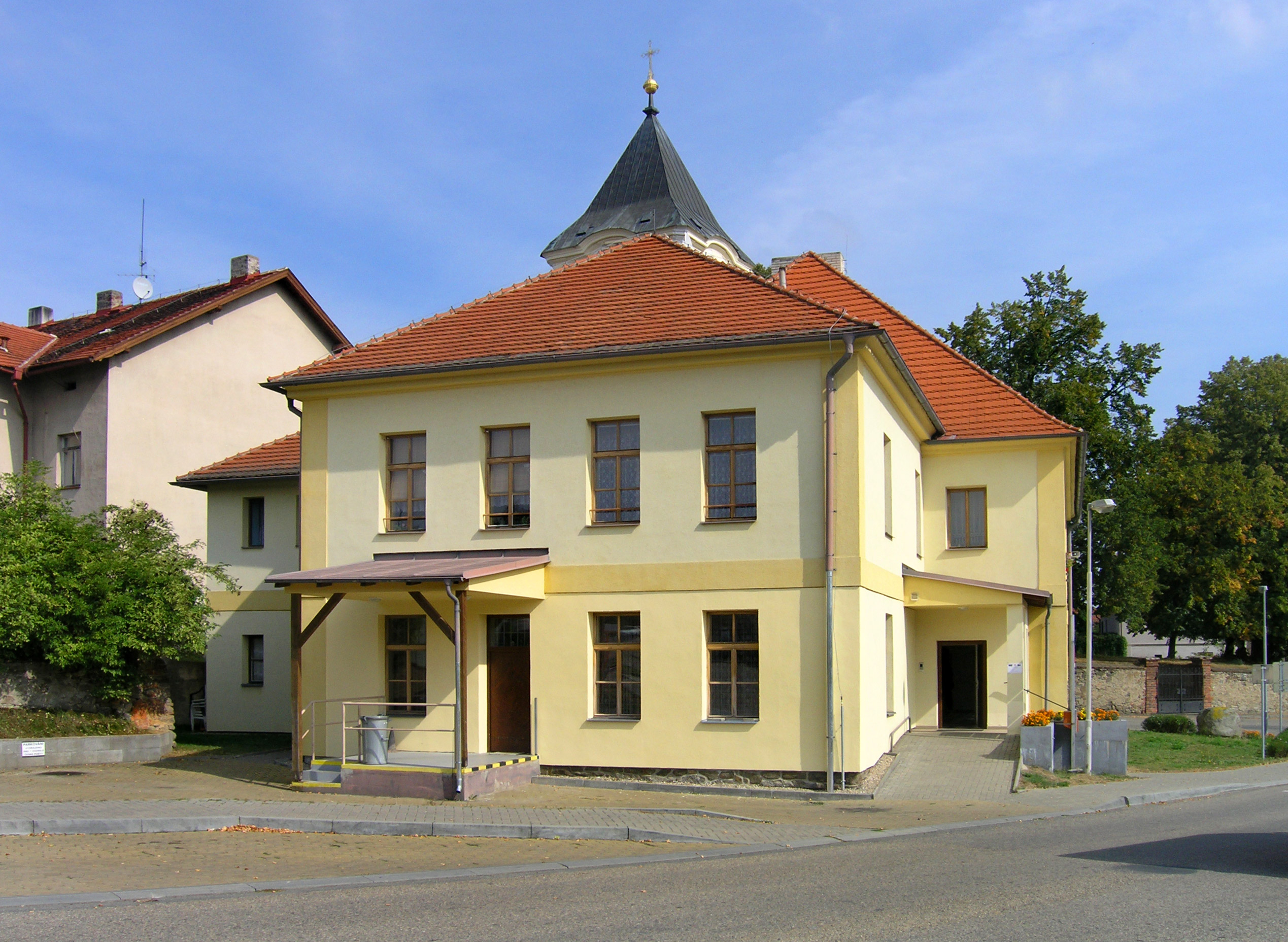
Pošta, původně škola v Netvořicích
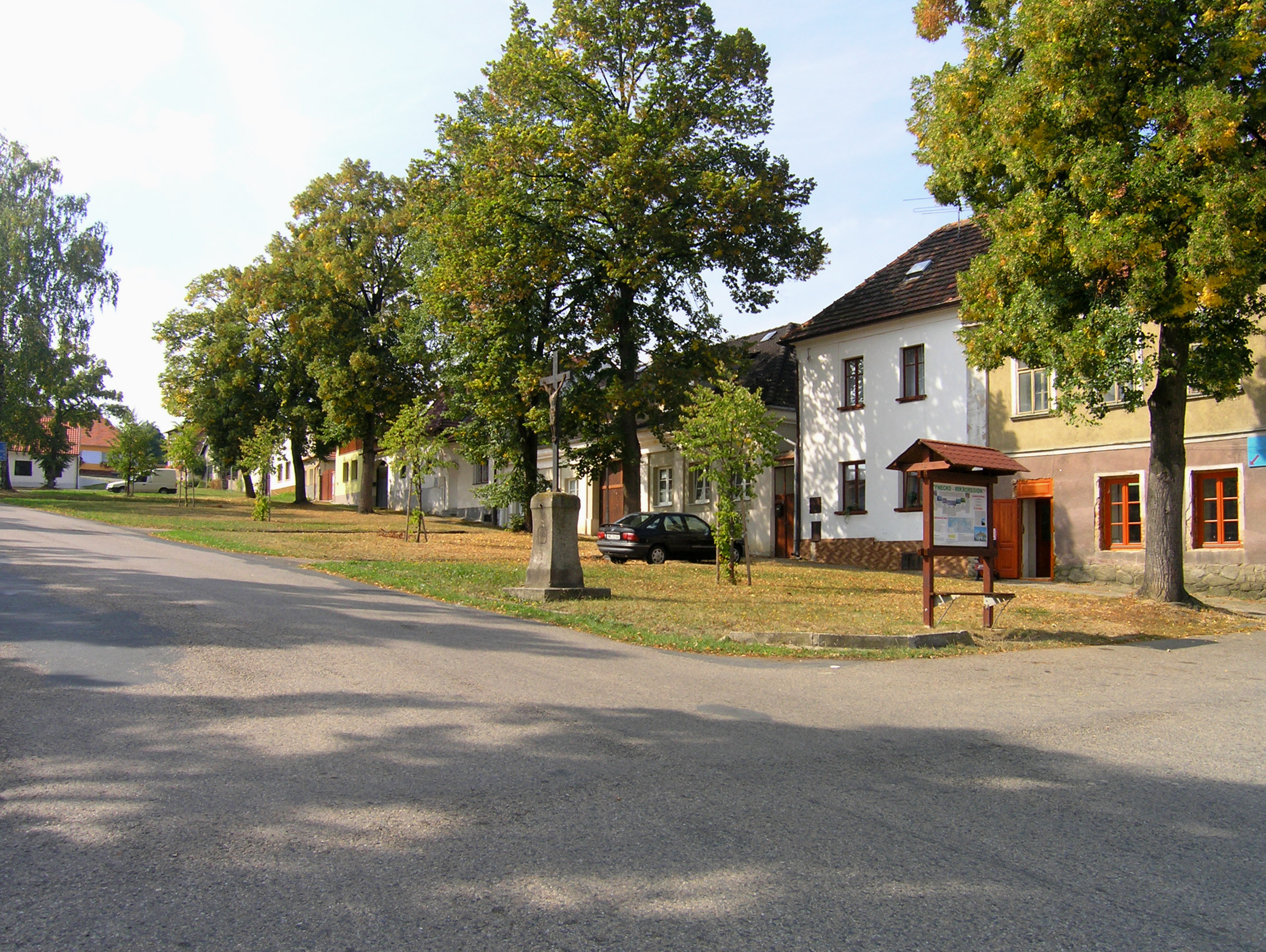
Náves nad náměstím
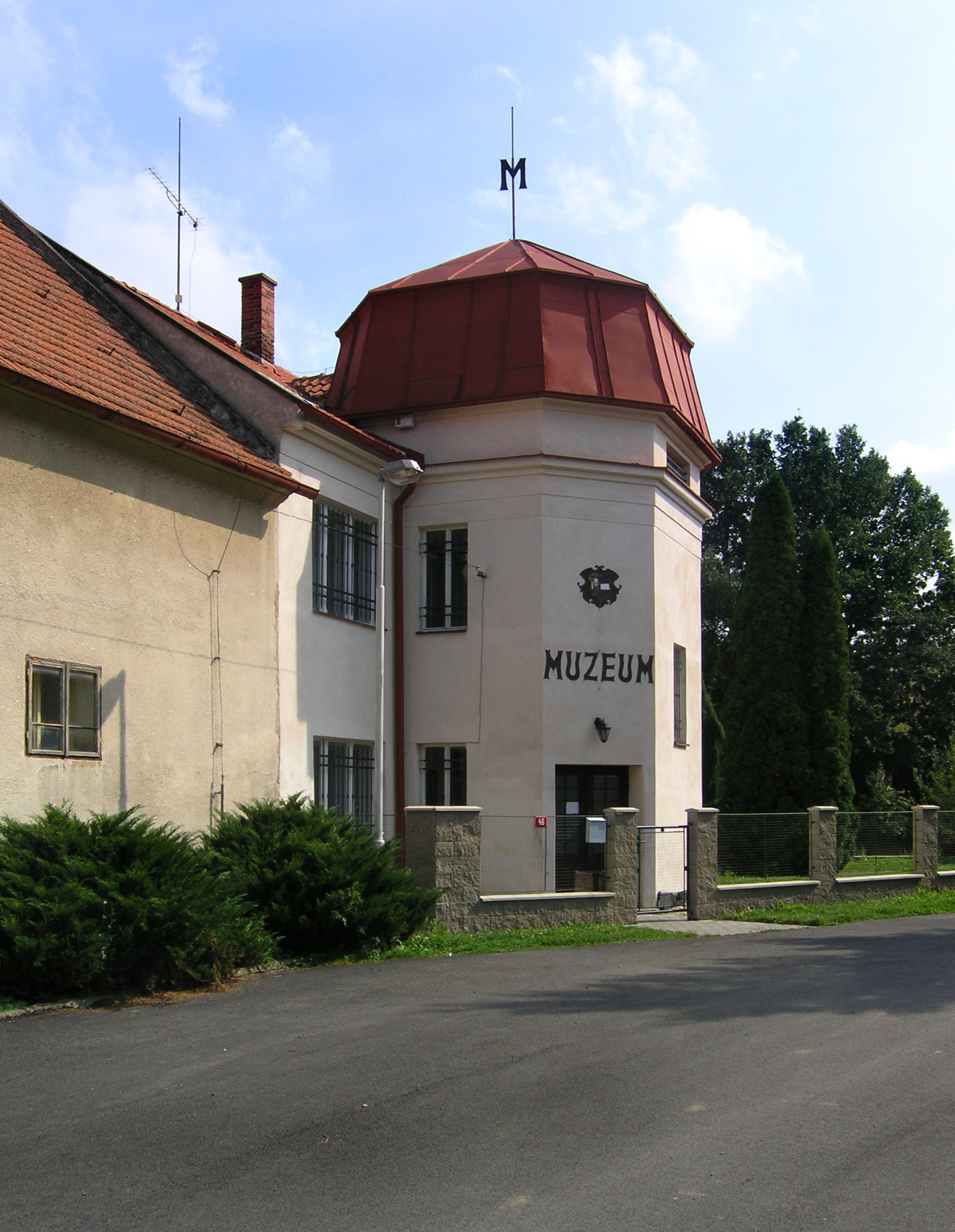
Městské muzeum
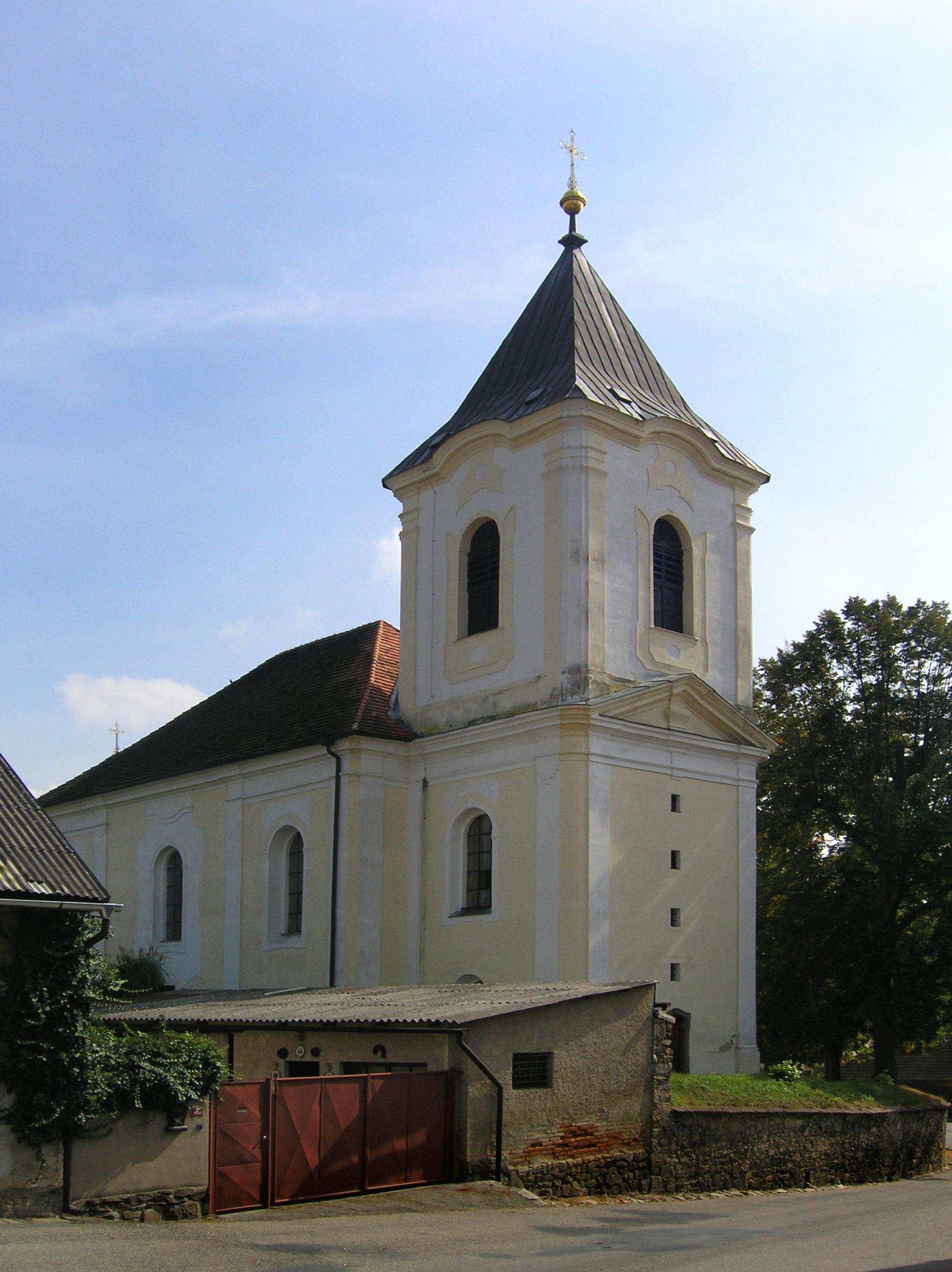
Kostel Nanebevzetí Panny Marie